# 東ティモールの言語状況

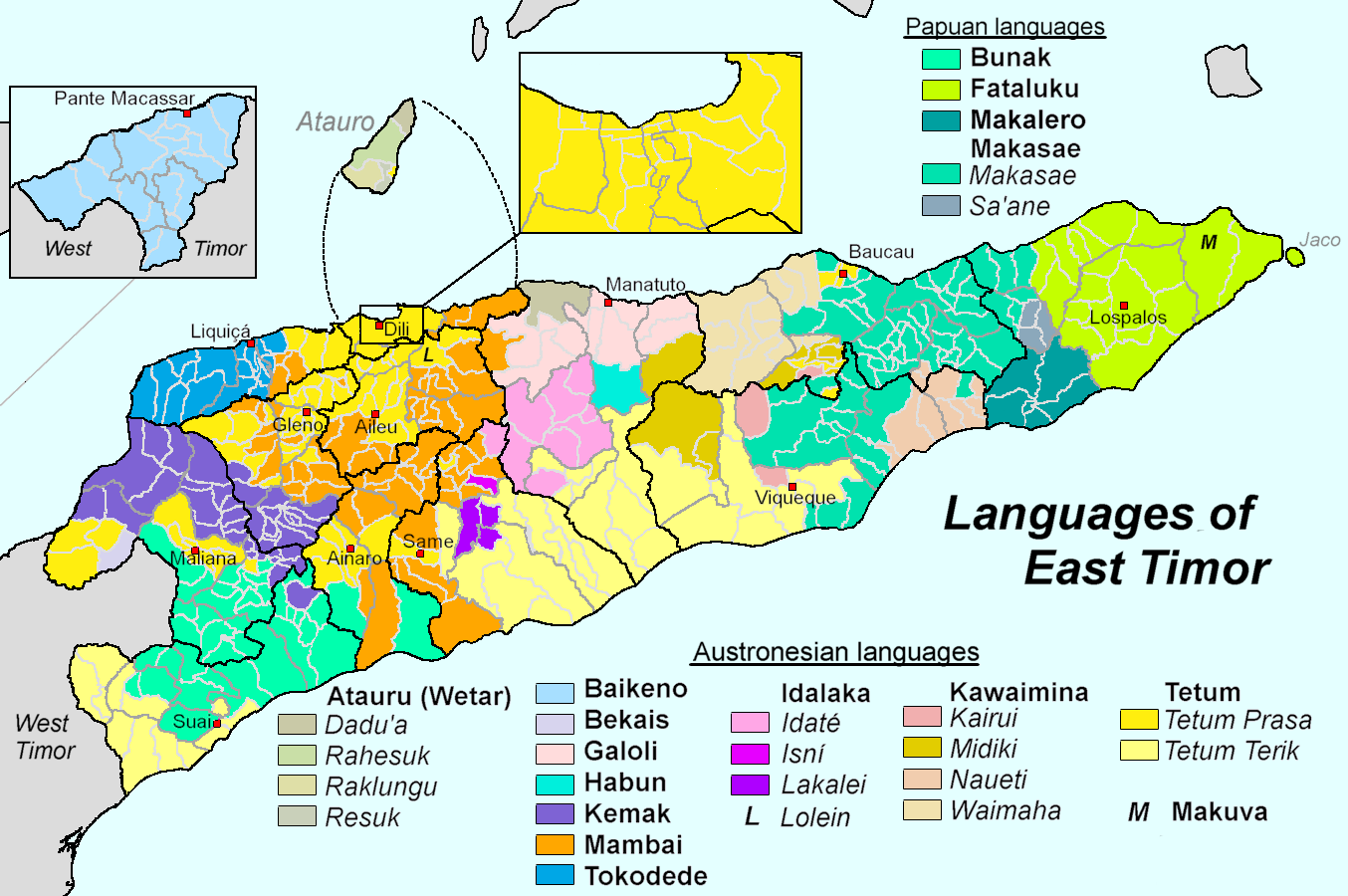
東ティモールの言語分布

東ティモールの言語状況（ひがしティモールのげんごじょうきょう）では、東ティモールにおける言語の状況について記述する。
東ティモールでは、オーストロネシア語族中核マレー・ポリネシア語群のティモール諸語やパプア諸語の西トランスニューギニア語族などが話されている。言語状況は、歴史的経緯から非常に複雑なものとなっている。ここでは、東ティモールで使われることの多い4つの言語について紹介する。なお、これ以外にも14~36の現地語が同国内では使われている。
テトゥン・ディリ語
首都であるディリを中心に、東ティモール国内で用いられているとされている。公用語の一つで、多くは、第2、第3言語としてこれを話す。東ティモール政府も辞書の編纂などでこの言語の整備に着手している。語彙の多くを以下に述べるポルトガル語から借用している。また、首都であるディリを離れると、地方、特に東ティモールの東部では急に通じなくなるのも問題である。
ポルトガル語
同国を1974年まで統治したポルトガルの言語で、公用語の一つ。少数のエリート層の言語。インドネシア支配下では教育機関から排除され、教会等で用いられていたに過ぎず、ポルトガル語を解さない若い世代と言語的断絶を引き起こしている。人口の2% - 5%が、ポルトガル語を話せるとされるが、これらは、ポルトガル統治時代に教育を受けた高齢者とポルトガル語圏に留学した人々に偏っている。なお、東ティモールはポルトガル語諸国共同体加盟国である。
インドネシア語
同国を1975年から1999年まで占領統治していたインドネシアの言語。テトゥン語と同じオーストロネシア語系であることやインドネシア統治下での教育もあり、特に占領統治時に学生時代を過ごした世代はこの言語を主に話す。独立後もテレビなどを通じ流入してくる。しかし、近年、東ティモールではインドネシア語が排斥の傾向にある。
英語
国際機関やNGO関係者の言語、事務用語。
他の言語として、東部ではテトゥン語よりもファタルク語が、オエクシ＝アンベノではウアブ・メト語が多く話されている。
他、憲法ではベカイス語やダワン語、ガロリ語、ハブン語、イダラカ語、カワイミナ諸語、ケマク語、マクヴァ語（ロヴァイア語）、マンバイ語、トコデデ語、ウェタル語（以上、オーストロネシア語族）、マカレロ方言、ブナク語（トランスニューギニア語族）が認められている。

## 各言語の問題点
しかしながら、どの言語をとっても一長一短がある。
テトゥン・ディリ語
東ティモール固有の言語であるテトゥン語を基礎とした構成語。語彙の多くは、ポルトガル語からの借用語である。というのも、政治用語・経済用語の語彙が少ないことが挙げられるためである。また、書き言葉の発達が遅れている面もある。科学用語や出版物の少なさを考えると現段階では難しい面もある。標準化、語彙創造が進められている。しかしながら、人口数から教科書を作成するにもコストがかかり過ぎる点も非常に大きな欠点である。
ポルトガル語
旧植民地宗主国の言語としての利用。ポルトガルやブラジルなどとの文化交流が容易になったり、これら諸国での出版物やテレビ放送などの利用が可能になるという利点があるが、ポルトガル語を解さない大多数の国民は不便を強いられる。東ティモールの周囲にはポルトガル語を用いる国はまったくなく、経済促進効果の期待は薄い。若年層からは再植民地化と解釈され、ポルトガル人教師の入室にあわせ、高校生が教室を出て行く運動が広まっている。なお、政府は教育機関を通じ普及を図っているが、前述のようにポルトガル語話者が少ない点やボイコット問題がネックになっている。また、ポルトガル語が話せないため、研修のほとんどにポルトガル語の習得に充てられるというふうで、教えるという段階までに至っていない。さらに法文書（法律）がポルトガル語で書かれているため、公務員が十分に理解できず、行政に支障が発生しているという弊害も起こっている。
インドネシア語
ティモール島の周囲の島々で日常的に使われているほか、マレーシアやシンガポール、ブルネイで使われるマレー語とも類似言語であり、実用性はある言語だが、かつて独立運動をおこなった国民の間では抵抗感が強い。
英語
隣国のオーストラリアでは公用語である。周辺のインドネシア、マレーシアやシンガポールでさえ、英語教育に熱心であり、これらの国の指導層、富裕層は英語話者である。経済効果は大きいとされる。今後、東ティモールの指導層からポルトガル語話者が減少した場合、最も経済発展に期待のもたれるのが英語ともいわれている。各国のNGOが現地入りし無料の英会話教室を東ティモール国民に向けて開催しており、日本のNGOも行っている。
現在ポルトガルやブラジルからポルトガル語教師が同国に派遣され、小学校などで国語としてポルトガル語を教えている。しかし、インドネシア時代の24年余りにわたるポルトガル語禁止政策のため前途は多難であると言わざるを得ない。言語政策が東ティモールの今後の発展の足かせになる可能性もはらんでいる。